# Cúrling als Jocs Olímpics d'hivern de 2018
Als Jocs Olímpics d'Hivern de 2018, que se celebraren a la ciutat de Pyeongchang (Corea del Sud), es disputaren tres proves de cúrling, una en categoria masculina, una en categoria femenina i una de mixta. Les proves se celebraren entre el 8 i el 25 de febrer de 2018. Per primera vegada es disputa la prova de dobles mixtos, després que fos afegida al programa olímpic el 2015.

## Horari de competició
Les competicions de cúrling s'iniciaran el dia abans de la cerimònia d'obertura, i finalitzaran el darrer dia dels Jocs. És l'únic esport que es disputarà tots els dies dels Jocs.
Aquest és el calendari de les proves.
| RR | Lligueta, tots contra tots | SF | Semifinals | B | Play-off per la 3a posició | F | Final |

| DataProva            | Dj 8 | Dv 9 | Ds 10 | Dg 11 | Dl 12 | Dm 13 | Dm 13 | Dx 14 | Dj 15 | Dv 16 | Ds 17 | Dg 18 | Dl 19 | Dm 20 | Dx 21 | Dj 22 | Dv 23 | Ds 24 | Dg 25 |
| -------------------- | ---- | ---- | ----- | ----- | ----- | ----- | ----- | ----- | ----- | ----- | ----- | ----- | ----- | ----- | ----- | ----- | ----- | ----- | ----- |
| Competició masculina |      |      |       |       |       |       |       | RR    | RR    | RR    | RR    | RR    | RR    | RR    | RR    | SF    | B     | F     |       |
| Competició femenina  |      |      |       |       |       |       |       | RR    | RR    | RR    | RR    | RR    | RR    | RR    | RR    |       | SF    | B     | F     |
| Dobles mixtos        | RR   | RR   | RR    | RR    | SF    | B     | F     |       |       |       |       |       |       |       |       |       |       |       |       |

## Participants
Tretze nacions prenen part en les proves de cúrling. Alguns esportistes disputen la prova per equips i també la de dobles mixtos.
- Canadà (12)
- Corea del Sud (12)
- Dinamarca (10)
- Estats Units (10)
- Finlàndia (2)
- Itàlia (5)
- Japó (10)
- Noruega (7)
- Regne Unit (10)
- Atletes Olímpics de Rússia (7)
- Suècia (10)
- Suïssa (11)
- R.P. de la Xina (7)

## Proves
| Prova                 | Or                                                                                        | Plata                                                                                  | Bronze                                                                                 |
| Homes detalls         | Estats UnitsJohn Shuster · Tyler George · Matt Hamilton · John Landsteiner · Joe Polo     | SuèciaNiklas Edin · Oskar Eriksson · Rasmus Wranå · Christoffer Sundgren · Henrik Leek | SuïssaBenoît Schwarz · Claudio Pätz · Peter de Cruz · Valentin Tanner · Dominik Märki  |
| Dones detalls         | SuèciaAnna Hasselborg · Sara McManus · Agnes Knochenhauer · Sofia Mabergs · Jennie Wåhlin | Corea del SudKim Eun-jung · Kim Kyeong-ae · Kim Seon-yeong · Kim Yeong-mi · Kim Cho-hi | JapóSatsuki Fujisawa · Chinami Yoshida · Yumi Suzuki · Yurika Yoshida · Mari Motohashi |
| Dobles mixtos detalls | CanadàKaitlyn Lawes · John Morris                                                         | SuïssaJenny Perret · Martin Rios                                                       | Noruega1Kristin Skaslien · Magnus Nedregotten                                          |

Notes
1. ^  L'equip d'Atletes Olímpics de Rússia guanyà inicialment la medalla de bronze en la prova de dobles mixts, però foren desqualificats perquè Aleksandr Kruxelnitckii donà positiu per meldonium.[2]

## Medaller
| Posició | País          | Or | Plata | Bronze | Total |
| 1       | Suècia        | 1  | 1     | 0      | 2     |
| 2       | Canadà        | 1  | 0     | 0      | 1     |
| 2       | Estats Units  | 1  | 0     | 0      | 1     |
| 4       | Suïssa        | 0  | 1     | 1      | 2     |
| 5       | Corea del Sud | 0  | 1     | 0      | 1     |
| 6       | Japó          | 0  | 0     | 1      | 1     |
| 6       | Noruega       | 0  | 0     | 1      | 1     |
| Total   | Total         | 3  | 3     | 3      | 9     |

## Classificació
La classificació per les proves de cúrling als Jocs Olímpics d'hivern es determinarà per dos mètodes. Les nacions poden classificar els equips guanyant punts en les actuacions dels Campionats del món de cúrling de 2016 i 2017. Els equips també es podran classificar gràcies a un campionat de classificació olímpica que se celebrarà durant la tardor de 2017. Set nacions classificaren els equips gràcies als punts obtinguts al Campionat del Món, mentre dues nacions ho feren en el torneig de classificació olímpica. Com a país amfitrió, Corea del Sud classifica els equips automàticament, fent així un total de deu els equips per la prova masculina i femenina. En la competició de dobles mixtos es fan servir els resultats obtinguts als Campionats del món de cúrling de dobles mixtos de 2016 i 2017, als quals cal afegir els amfitrions de Corea del Sud.